# Angelo Binaschi
Angelo Binaschi (Cozzo, 15 gennaio 1889 – Mortara, 15 marzo 1973) è stato un calciatore italiano, di ruolo difensore.

## Carriera
È stato terzino della Pro Vercelli con cui vinse sei scudetti (1908, 1909, 1911, 1912, 1913, 1921).
Nella sua carriera di calciatore vanta anche 9 presenze con la Nazionale italiana: esordio il 6 gennaio 1911 (Italia-Ungheria 0-1). Ha disputato le Olimpiadi di Stoccolma nel 1912.

## Statistiche

### Cronologia presenze e reti in Nazionale
| Cronologia completa delle presenze e delle reti in nazionale ― Italia | Cronologia completa delle presenze e delle reti in nazionale ― Italia | Cronologia completa delle presenze e delle reti in nazionale ― Italia | Cronologia completa delle presenze e delle reti in nazionale ― Italia | Cronologia completa delle presenze e delle reti in nazionale ― Italia | Cronologia completa delle presenze e delle reti in nazionale ― Italia | Cronologia completa delle presenze e delle reti in nazionale ― Italia | Cronologia completa delle presenze e delle reti in nazionale ― Italia |
| Data                                                                  | Città                                                                 | In casa                                                               | Risultato                                                             | Ospiti                                                                | Competizione                                                          | Reti                                                                  | Note                                                                  |
| --------------------------------------------------------------------- | --------------------------------------------------------------------- | --------------------------------------------------------------------- | --------------------------------------------------------------------- | --------------------------------------------------------------------- | --------------------------------------------------------------------- | --------------------------------------------------------------------- | --------------------------------------------------------------------- |
| 06/01/1911                                                            | Milano                                                                | Italia                                                                | 0 – 1                                                                 | Ungheria                                                              | Amichevole                                                            | -                                                                     |                                                                       |
| 09/04/1911                                                            | Saint-Ouen                                                            | Francia                                                               | 2 – 2                                                                 | Italia                                                                | Amichevole                                                            | -                                                                     |                                                                       |
| 21/05/1911                                                            | La Chaux-de-Fonds                                                     | Svizzera                                                              | 3 – 0                                                                 | Italia                                                                | Amichevole                                                            | -                                                                     |                                                                       |
| 17/03/1912                                                            | Torino                                                                | Italia                                                                | 3 – 4                                                                 | Francia                                                               | Amichevole                                                            | -                                                                     |                                                                       |
| 29/06/1912                                                            | Stoccolma                                                             | Finlandia                                                             | 3 – 2 dts                                                             | Italia                                                                | Olimpiadi 1912                                                        | -                                                                     |                                                                       |
| 01/07/1912                                                            | Stoccolma                                                             | Svezia                                                                | 0 – 1                                                                 | Italia                                                                | Olimpiadi 1912                                                        | -                                                                     |                                                                       |
| 03/07/1912                                                            | Stoccolma                                                             | Austria                                                               | 5 – 1                                                                 | Italia                                                                | Olimpiadi 1912                                                        | -                                                                     |                                                                       |
| 01/05/1913                                                            | Torino                                                                | Italia                                                                | 1 – 0                                                                 | Belgio                                                                | Amichevole                                                            | -                                                                     |                                                                       |
| 15/06/1913                                                            | Vienna                                                                | Austria                                                               | 2 – 0                                                                 | Italia                                                                | Amichevole                                                            | -                                                                     |                                                                       |
| Totale                                                                |                                                                       | Presenze                                                              | 9                                                                     |                                                                       | Reti                                                                  | 0                                                                     |                                                                       |

## Palmarès

### Club

#### Competizioni nazionali
- Campionato italiano: 6

Pro Vercelli: 1908, 1909, 1910-1911, 1911-1912, 1912-1913, 1920-1921
- Seconda Categoria: 1

Pro Vercelli: 1907